# Roberto Suárez Álvarez
Roberto Suárez (Grado, Asturias, España, 7 de abril de 1974) es un exfutbolista español, que jugaba de centrocampista. Actualmente es el director deportivo del Real Oviedo.

## Clubes
| Club                  | País   | Temporada | División  | Parts. | Goles |
| --------------------- | ------ | --------- | --------- | ------ | ----- |
| Real Madrid C         | España | 1992-93   | Tercera   |        |       |
| Real Oviedo           | España | 1993-94   | Primera   | 29     | 0     |
| Real Oviedo           | España | 1994-95   | Primera   | 31     | 0     |
| Real Oviedo           | España | 1995-96   | Primera   | 38     | 1     |
| Real Oviedo           | España | 1996-97   | Primera   | 8      | 0     |
| Real Oviedo           | España | 1997-98   | Primera   | 1      | 0     |
| Levante UD            | España | 1997-98   | Segunda   | 17     | 0     |
| CD Toledo             | España | 1998-99   | Segunda   | 35     | 0     |
| CD Toledo             | España | 1999-00   | Segunda   | 36     | 0     |
| UE Lleida             | España | 2000-01   | Segunda   | 31     | 0     |
| UE Lleida             | España | 2001-02   | Segunda B | 17     | 0     |
| Cádiz CF              | España | 2002-03   | Segunda B | 38     | 0     |
| Cádiz CF              | España | 2003-04   | Segunda   | 39     | 1     |
| Cádiz CF              | España | 2004-05   | Segunda   | 31     | 0     |
| Cádiz CF              | España | 2005-06   | Primera   |        |       |
| RC Portuense          | España | 2006-07   | Segunda B |        |       |
| RC Portuense          | España | 2007-08   | Segunda B |        |       |
| Club Marino de Luanco | España | 2015      | Tercera   |        |       |

## Tras su retirada
Afincado en la provincia gaditana, Suárez ejerce como director deportivo del Cádiz CF durante la temporada 2010-2011. Pese a haber renovado automáticamente su contrato merced a una cláusula del mismo que se lo aseguraba si el equipo accedía a clasificarse para la liguilla de ascenso, la llegada al conjunto amarillo de Quique Pina como máximo mandatario provoca su despido al término de la temporada.